# هاري روسيل
هاري روسيل هو طبيب بيطري كندي، ولد في 29 مايو 1921 في تورونتو في كندا، وتوفي في 3 فبراير 2006.